# DeJuan Collins
DeJuan Lamont Collins (* 20. November 1976 in Youngstown, Ohio), genannt DC, ist ein ehemaliger US-amerikanischer Basketballspieler. Er spielte auf der Position des Aufbauspielers. Nach dem Studium in seinem Heimatland begann Collins eine Karriere als Profi in Deutschland, wo er zunächst vier Spielzeiten spielte. Anschließend spielte er neben Stationen in Griechenland, Italien, Russland und Spanien insbesondere vier Spielzeiten für den litauischen Verein Žalgiris Kaunas. Zum Abschluss seiner aktiven Karriere gewann Collins mit dem russischen Verein Krasnye Krylja Samara die EuroChallenge 2012/13.

## Karriere
Collins wechselte 1997 zum Studium an die Louisiana State University, wo er für die Hochschulmannschaft Tigers in der Southeastern Conference der NCAA Division I spielte. Nach einer Spielzeit wechselte Collins erneut vor dem abschließenden Jahr seiner Collegekarriere als „Senior“ an die Tuskegee University nach Alabama, eines der historischen HBCUs, deren Hochschulmannschaften ebenfalls Tigers genannt werden und in der Division II der NCAA spielen. Anschließend versuchte er als Profi über die Sommer-Trainingslager unter anderem bei den Indiana Pacers einen Vertrag in der am höchsten dotierten Profiliga NBA zu bekommen. Nachdem dies nicht funktionierte, spielte er in der Saison 1999/2000 im „Chinese Pro Tour Team“, bevor er sich im Sommer 2000 für einen Profivertrag in Europa empfehlen konnte.
Für die 2. Basketball-Bundesliga 2000/01 wurde Collins vom ehemaligen Erstligisten SV 1903 aus Tübingen verpflichtet, mit dem er als Topscorer der zweiten Liga mit 26 Punkten pro Spiel die Meisterschaft der Gruppe Süd gewann und die Rückkehr in die höchste deutsche Spielklasse feierte. Im Pokalwettbewerb schlug der Zweitligist den damaligen Meister ALBA Berlin. In der Basketball-Bundesliga 2001/02 war Collins in der höheren Spielklasse erneut der beste Punktesammler pro Spiel und wurde zum zweitbesten Spieler der Spielzeit gewählt, doch der Aufsteiger verpasste den Klassenerhalt, nachdem man in der Relegationsrunde einen nicht spielberechtigten Spieler einsetzte. Anschließend wechselte Collins zum Meister ALBA Berlin, die in der Basketball-Bundesliga 2002/03 das Double aus nationaler Meisterschaft und Pokal verteidigten. Im höchsten europäischen Vereinswettbewerb EuroLeague schied man jedoch sowohl in der Spielzeit 2002/03 wie auch ein Jahr später vorzeitig in der Vorrunde aus. Auch im nationalen Pokalwettbewerb schied der Titelverteidiger vor Erreichen des Top Four-Wettbewerbs genauso vorzeitig aus wie in der nationalen Meisterschaft, in der der vorherige Serienmeister in der Play-off-Halbfinalserie gegen GHP Bamberg ausschied und seinen achten Titel in Serie verpasste. 
Für die Saison 2004/05 wechselte Collins in die griechische A1 Ethniki zum Pokalsieger Aris aus Thessaloniki, der erneut ins Pokalfinale einzog, doch dort als Titelverteidiger gegen Meister Panathinaikos Athen verlor. In der nationalen Meisterschaft schied Aris als Hauptrundendritter erneut in der ersten Play-off-Runde gegen AEK Athen aus. Für die Spielzeit 2005/06 schloss sich Collins dem Traditionsverein aus dem italienischen Varese in der Lega Basket Serie A an, doch der Verein verpasste erneut den Einzug in die Play-offs um die nationale Meisterschaft. Zu Beginn der Basketball-Bundesliga 2006/07 kehrte Collins nach Deutschland zurück und spielte für die Brose Baskets, die aus dem GHP Bamberg hervorgegangen waren. In Bamberg wurde er bereits Mitte Januar 2007 aus disziplinarischen Gründen suspendiert und aus seinem Vertrag entlassen. Anschließend wechselte Collins zum litauischen Vizemeister Žalgiris Kaunas. In der Folge konnte Collins mit Žalgiris die nationale Meisterschaft gegen den Dauerrivalen Lietuvos rytas Vilnius zurückgewinnen und 2008 verteidigen. Zudem gewann man neben dem nationalen Pokalwettbewerb 2008 auch die Meisterschaft der Baltic Basketball League in einer Neuauflage des Finalspiels gegen Lietuvos rytas. Collins wurde im nationalen Pokalwettbewerb zum „Most Valuable Player“ des Finalspiels gewählt. Nach einem schwachen Abschneiden in der EuroLeague 2006/07 erreichte man in der EuroLeague 2007/08 wieder die Zwischenrunde der 16 besten Mannschaften, in der man jedoch nur einen Sieg in sechs Spielen holen konnte. Collins war mit knapp 5 Assists der besten Vorlagengeber der Euroleague-Vorrunde 2008.
In der Saison 2008/09 spielte Collins zunächst für den Verein Lokomotive aus Rostow am Don in der Superleague Russland, bevor er über den Jahreswechsel für einen Monat bei Cajasol aus Sevilla in der Liga ACB unter Vertrag stand. In der Spielzeit 2009/10 ging er dann erneut nach Griechenland, wo er für den Erstligisten Enosi Kalathosfairisis aus Kavala aktiv war. Der Liganeuling der Vorsaison erreichte am Saisonende erneut den Klassenerhalt. Anschließend kehrte Collins 2010 nach Kaunas zurück, wo er mit Žalgiris erneut zweimal hintereinander das Triple aus baltischer Meisterschaft sowie nationaler Meisterschaft und Pokalgewinn holte. In der EuroLeague war jeweils in der Zwischenrunde der 16 besten Mannschaften Endstation für Žalgiris. Nachdem er keinen neuen Vertrag mehr in Kaunas bekommen hatte, stand der mittlerweile knapp 36-jährige Collins in der Saison 2012/13 zunächst vor einer Vertragsunterzeichnung in der libanesischen Division A für Al-Riyadi aus Beirut, die jedoch schließlich auf die Dienste von Collins verzichteten. Anfang März 2013 wurde er dann jedoch vom russischen Erstligisten Krasnye Krylja aus Samara reaktiviert, mit dem er die EuroChallenge 2012/13 gewinnen konnte. Im Finale erzielte er 18 Punkte. Er war der Topscorer seines Teams in diesem Spiel. Anschließend unterschrieb Collins keinen neuen Profivertrag mehr.